# Bobital
Bobital (bretonska: Bowidel, gallo: Bobitau) är en kommun i departementet Côtes-d'Armor i regionen Bretagne i nordvästra Frankrike. Kommunen ligger i kantonen Dinan-Ouest som tillhör arrondissementet Dinan. År 2022 hade Bobital 1 143 invånare.

## Befolkningsutveckling
Antalet invånare i kommunen Bobital
Referens:INSEE